# Michael Mancuso
Michael Mancuso (* 1955) ist ein US-amerikanischer Mobster, hochrangiges Mitglied der US-amerikanischen Mafia und gilt als aktuelles Oberhaupt der Bonanno-Familie in New York City.

## Biografie
In den frühen 1980er Jahren war Mancuso ein Mitglied der „East Harlem Purple Gang“.
Im Jahr 1984 erschoss er seine Frau Evelina und legte ihren Körper in der Nähe eines Krankenhauses ab.
Mancuso wurde angeklagt, bekannte sich schuldig und musste für den Mord an seiner Frau für 10 Jahre ins Gefängnis.
Im Frühjahr 2004 machte ihn der damalige „acting Boss“ Vincent Basciano zum stellvertretenden Underboss ("Caporegime"). Ende 2004 wurde er zum neuen stellvertretenden Boss („Underboss“) der Bonanno-Familie, nachdem Vincent Basciano ins Gefängnis musste. Im Mai 2005 beschuldigte der damalige Boss Joseph Massino, der zum Pentito wurde, Mancuso der Beteiligung an der Ermordung von Gerlando Sciascia.
Am 16. Februar 2006 wurde Mancuso deswegen verhaftet.
Im November 2004 befahlen Basciano und Mancuso die Ermordung von Randolph Pizzolo, der ein Assoziierter der Familie war.
Der Mord wurde von Anthony Aiello durchgeführt. Am 6. August 2008 bekannten sich Mancuso und Aiello schuldig für den Mord an Pizzolo. Am 16. Dezember 2008 wurde Mancuso zu 15 Jahren und Aiello zu 30 Jahren Gefängnis verurteilt.
Mancuso saß seine Haftstrafe im Federal Correctional Institution, Edgefield ab und wurde am 12. März 2019 aus dem Gefängnis entlassen.
Im Juni 2013 wurde Mancuso der neue Boss der Bonanno-Familie. Diese Position wurde zuletzt von Joseph Massino im Jahre 2004 besetzt. Zurzeit wird die Familie von Underboss Thomas DiFiore geleitet.